# Rothenmühlenau
El Rothenmühlenau és un riu d'uns dotze quilòmetre al districte de Segeberg a Slesvig-Holstein (Alemanya). Naix al aigües mortes del Kiebitzholmer Moor al nord-oest de Negernbötel. Corre en direcció meridional cap a Rickling i després en direcció ponent cap a Heidmühlen al bosc de Segeberg (Segeberger Forst). Allà, en confluir amb el Radesforder Au forma l'Osterau poc abans l'antic molí d'aigua. El seu nom significa riu del molí vermell.
El 2014 s'hi van reconstruir uns meandres nous, que en alentir el cabal, han de servir per acollir i fer sedimentar la sorra abans que passi a l'Osterau. Al mateix moment es van crear ribes més naturals amb vegetació diversa i boscs de ribera de verns.